# Тимощенко, Ирина Николаевна
Ирина Николаевна Тимощенко (27 мая 1921, село Улаклы, Гришинский уезд, Донецкая губерния, Украинская ССР — 22 ноября 2003, село Богатырь, Великоновосёлковский район, Донецкая область, Украина) — звеньевая колхоза «Красный богатырь» Больше-Новосёлковского района Сталинской области, Украинская ССР. Герой Социалистического Труда (1948).

## Биография
Родилась в 1921 году в крестьянской семье в селе Улаклы Гришинского уезда (сегодня — Великоновосёлковский район). После окончания местной школы с 1930-х годов трудилась в колхозе «Красный богатырь», председателем которого был Михаил Сергеевич Тамаш. После освобождения от немецкой оккупации с осени 1943 года восстанавливала разрушенное колхозное хозяйство. В послевоенные годы возглавляла полеводческое звено.
В 1947 году звено под её руководством вырастило в среднем с каждого гектара по 31,33 центнера пшеницы на участке площадью 30 гектаров. Указом Президиума Верховного Совета СССР от 10 мая 1948 года удостоена звания Героя Социалистического Труда за «получение высоких урожаев пшеницы в 1947 году» с вручением ордена Ленина и золотой медали «Серп и Молот» (№ 1999).
Этим же Указом званием Героя Социалистического Труда были награждены председатель колхоза Михаил Сергеевич Тамаш и звеньевая Агафья Харлампиевна Атаманова.
За выдающиеся трудовые достижения по итогам работы в 1949 году была награждена вторым Орденом Трудового Красного Знамени.
После выхода на пенсию проживала в селе Богатырь Великоновосёлковского района. С 1976 года — персональный пенсионер союзного значения. Умерла в ноябре 2003 года. Похоронена на сельском кладбище селе Богатырь.
Награды
- Герой Социалистического Труда
- Орден Ленина
- Орден Трудового Красного Знамени (02.06.1950)